# 1476

## Esdeveniments
Països Catalans
Resta del món
- Batalla de Toro entre els partidaris dels Reis Catòlics i els de Joana "La Beltraneja".
- Introducció de la impremta a les illes britàniques.
- Els suïssos derroten Carles I de Borgonya.
- Espanya ocupa Ifni.
- Els danesos comencen l'exploració de Groenlàndia.
- Publicació de l'obra Orland enamorat, de Matteo Maria Boiardo.
- Creació de la "Santa Hermandad" a Castella.

## Naixements
Països Catalans
Resta del món
- Juan Sebastián Elcano, navegant.

## Necrològiques
Països Catalans
Resta del món
- Vlad III, conegut com a Dràcula.
- Mort del pare de Jorge Manrique, que inspirarà les seves coples.